# 1565

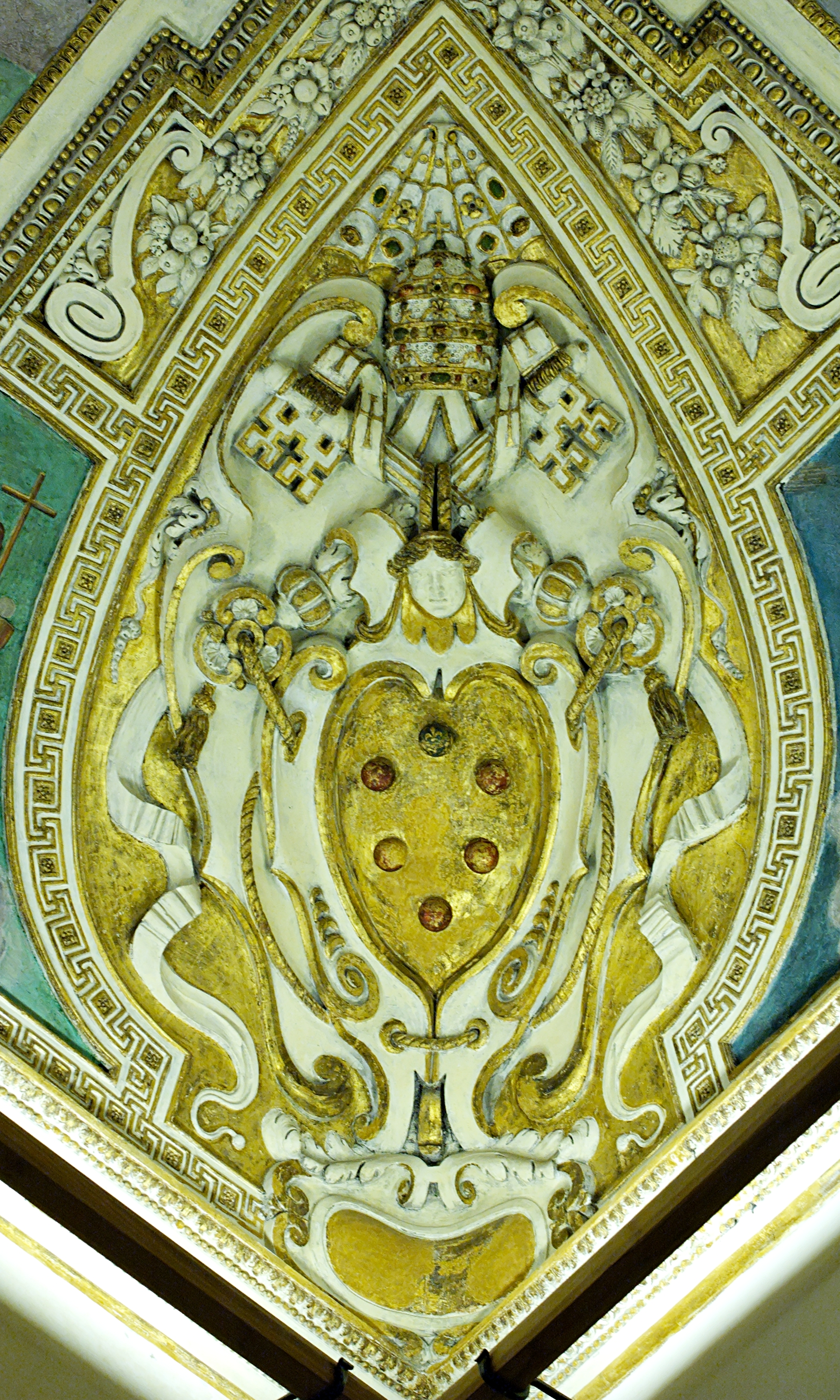
Het wapen van Pius IV

Het jaar 1565 is het 65e jaar in de 16e eeuw volgens de christelijke jaartelling.

## Gebeurtenissen
februari
- 13 - Miguel López de Legazpi landt op de kust van Cebu.

maart
- 1 - Rio de Janeiro wordt gesticht.

april
- 27- Legazpi en zijn bemanning keren terug naar Cebu en vernietigen het dorp Rajah Tupas. Daar sticht hij zijn eerste Spaanse vestiging, genaamd Villa del Santisimo Nombre de Jesús en Villa de San Miguel (Dorp van Sint Michael), het latere Cebu City. Hiermee begint de Spaanse kolonisatie van de Filipijnen.
- eind april - De Sont wordt gesloten vanwege de oorlog tussen Denemarken en Zweden.

mei
- 18 - De Turken beginnen het Beleg van Malta, dat verdedigd wordt door de ridders van St.Jan en de Maltezen.

augustus
- 28 - De Spaanse admiraal Pedro Menéndez de Avilés sticht de nederzetting St. Augustine, de eerste blijvende nederzetting in Noord-Amerika.

september
- 11 - De Turken breken na 117 dagen zeer zware strijd het beleg van Malta op.
- september - De landvoogd Margaretha van Parma verzet de wet in Amsterdam. Ze benoemt een nieuwe schepenbank van zeven leden niet uit een voordracht van de burgemeesters maar op eigen gezag ("d'autorité autonome").

oktober
- 8 - Andrés de Urdaneta arriveert in de haven van Acapulco na de eerste tocht in oostwaartse richting over de Stille Oceaan.
- 17 en 20 - In twee brieven uit het koninklijk verblijf bij Segovia wijst Filips II elke matiging van de ketterplakkaten af.[1] Zie ook: Filips II van Spanje#Opstand in de Nederlanden
- oktober - De Hugenoten in Frans Florida worden door Spaanse kolonisten opgehangen.

november
- 6 - Het "Verbond der Edelen" opgericht.

december
- december - In de Driekronenoorlog weet de Deense generaal Daniel Rantzau de Zweden te verslaan in de Slag bij Axtorna.

zonder datum
- De Bergermeerpolder wordt drooggemalen.

## Beeldende kunst

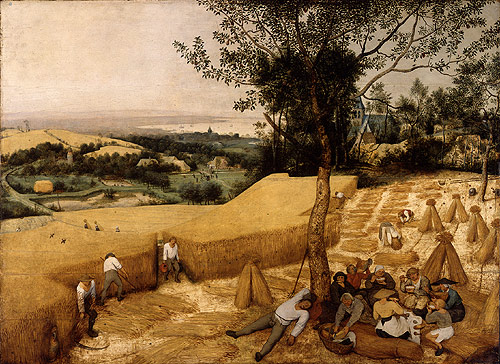
De Korenoogst, een van zes panelen van de cyclus De Twaalf Maanden die Pieter Bruegel de Oude in 1565 schilderde

## Bouwkunst

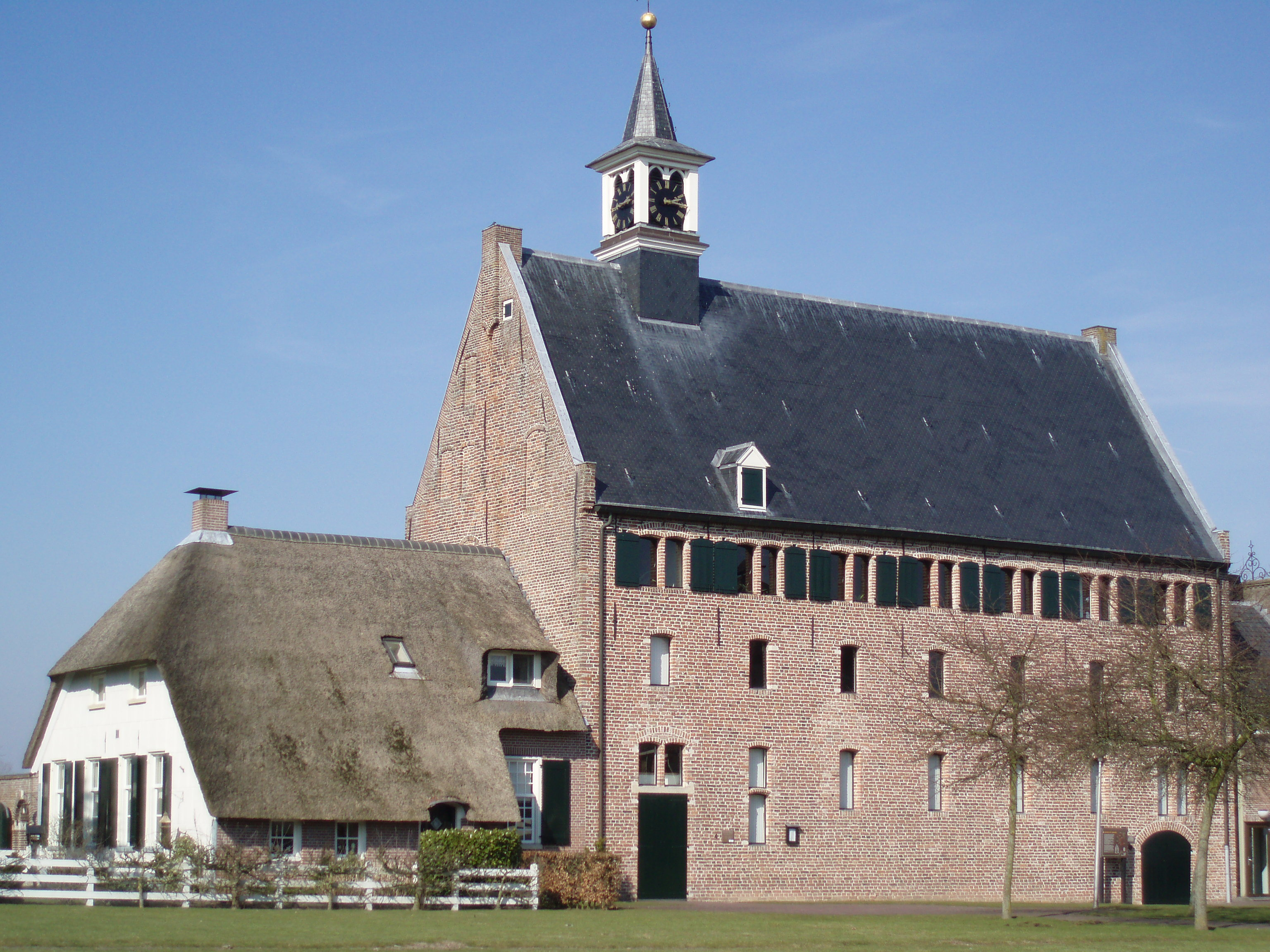
Brouwerij van het Klooster Windesheim, vanaf 1634 in gebruik als Nederduits Hervormde kerk (ca. 1565)

- Aanvang bouw Palazzo Giugni te Florence door Bartolommeo Ammannati.

## Geboren
januari
- 17 - Mariana Navarra de Guevarra, Spaans kloosterlinge en zalige (overleden 1624)

augustus
- 9 - Lodewijk II van Nassau-Saarbrücken, graaf van Nassau-Weilburg en Saarbrücken (overleden 1627)

oktober
- 6 - Marie le Jars de Gournay, Franse dichteres (overleden 1645)

datum onbekend
- Henry Hudson, Engels zeevaarder en poolonderzoeker (overleden 1611)
- Hendrick de Keyser, Nederlands architect (overleden 1621)
- Pedro Rimonte, Spaanse musicus en componist (overleden 1627)

## Overleden
mei
- 9 - Paus Pius IV (66), paus van 1559 tot 1565

september
- tussen 11 en 10 - Cypriano de Rore (~50), componist afkomstig uit de Nederlanden
- 13 - Guillaume Farel (ca. 76), Frans-Zwitsers theoloog en kerkhervormer

december
- 13 - Conrad Gesner (49), Zwitsers botanicus